# Почесний громадянин Макіївки
Почесний громадянин Макіївки — почесне звання, присвоюється громадянам, які проживають в місті Макіївці не менше 10 років і внесли своєю працею та громадською діяльністю значний внесок в економічний, соціально-культурне та суспільний розвиток міста, а також нагороджені раніше знаком «За заслуги перед містом».
Звання з одночасним нагородженням знаком «За заслуги перед містом» може бути присвоєно за особливо високі досягнення і успіхи, які прославили Макіївку, в знак визнання трудових і творчих заслуг громадян перед містом і міською громадою при наявності видатних досягнень в області виробництва, науки, культури, літератури, мистецтва, освіти, охорони здоров'я, фізичної культури і спорту, громадської діяльності, за особисту мужність і відвагу, проявлені при виконанні громадянського обов'язку, а також у зв'язку з особливо важливими подіями в історії міста і вшануванням пам'яті великих людей, діяльність яких пов'язана з Макіївкою.
Нагороджений громадянин звільняється від оплати житлово-комунальних послуг (квартирна плата, холодна вода і стоки, опалення, гаряче водопостачання), від абонентної плати за телефон і отримує 100% пільгу на проїзд в міському пасажирському транспорті (крім таксі) на весь час проживання в місті.

## Опис знаку
Знак «Почесний громадянин міста» виготовлений із латуні з покриттям золотом, нікелем та емаллю, розміром 70×40 мм.
В підґрунті знаку розміщена стилізована шестерня, яка символізує промисловий розвиток міста. Поверх неї методом накладки розміщений подвійний чотирикінцевий хрест, що традиційно є знаком миру та мирного розвитку суспільства. Промені верхнього зображення хреста покриті червоною емаллю. В центральній частині хреста розміщено герб міста, який обрамлений золотим лавровим вінком. Герб міста теж покритий емаллю. Навколо герба (3/4 кола) напис золотом «Почесний громадянин міста».
Знак скріплений з колодкою довжиною 24 мм, та шириною 12 мм, яка з'єднана зі знаком за допомогою латунної дужки та ланцюжка (3 ланки). Колодка покрита муаровою стрічкою блакитного кольору посередині та червоними смужками з лівого та правого краю. На зворотній стороні колодки розміщується застібка (шпилька) для прикріплення знаку до одягу.

## Список почесних громадян
1995
1. Козлов Микола Дмитрович
2. Громаков Григорій Петрович
3. Гончаров Петро Григорович
4. Савков Анатолій Романович
5. Гончаренко Євген Григорович
6. Євсюкова Марія Олександрівна
7. Станіловський Борис Васильович
8. Ткач Анатолій Михайлович
9. Чудний Іван Ілліч
1996
10. Колосова Зінаїда Василівна
11. Гоганова Галина Миколаївна
12. Кечко Микола Миколайович
1997
13. Суторміна Варвара Калістратівна
14. Черникова Любов Георгіївна
15. Яковенко Віктор Петрович
16. Халдєєва Галина Олександрівна
1998
17. Шокотько Анатолій Григорович
18. Баланчук Михайло Альбертович
19. Добромислов Микола Михайлович
1999
20. Левченко Ніна Асонівна
21. Горохов Євгеній Васильович
22. Малінін Юрій Олексійович
23. Жуков Володимир Романович
2000
24. Демченко Тимофій Петрович
25. Яковенко Олександр Іванович
2001
26. Гармата Володимир Володимирович
2002
27. Хапланов Микола Веніамінович
28. Афанасенко Микола Іванович
29. Джарти Василь Георгійович
2003
30. Степанов Володимир Кіндратович
2006
31. Руфф Гаррі Вільгельмович
32. Пастухов В'ячеслав Миколайович
33. Стуброва Зоя Панасівна
34. Колодяжний Микола Олександрович
2007
35. Шевченко Валентина Іванівна
36. Шаталов В'ячеслав Іванович
37. Татаринов Євген Миколайович
2009
38. Кузяра Володимир Йосипович
2010
39. Брєхов Олександр Васильович
2012
40. Новак Юрій Гафарович